# Inquisition romaine

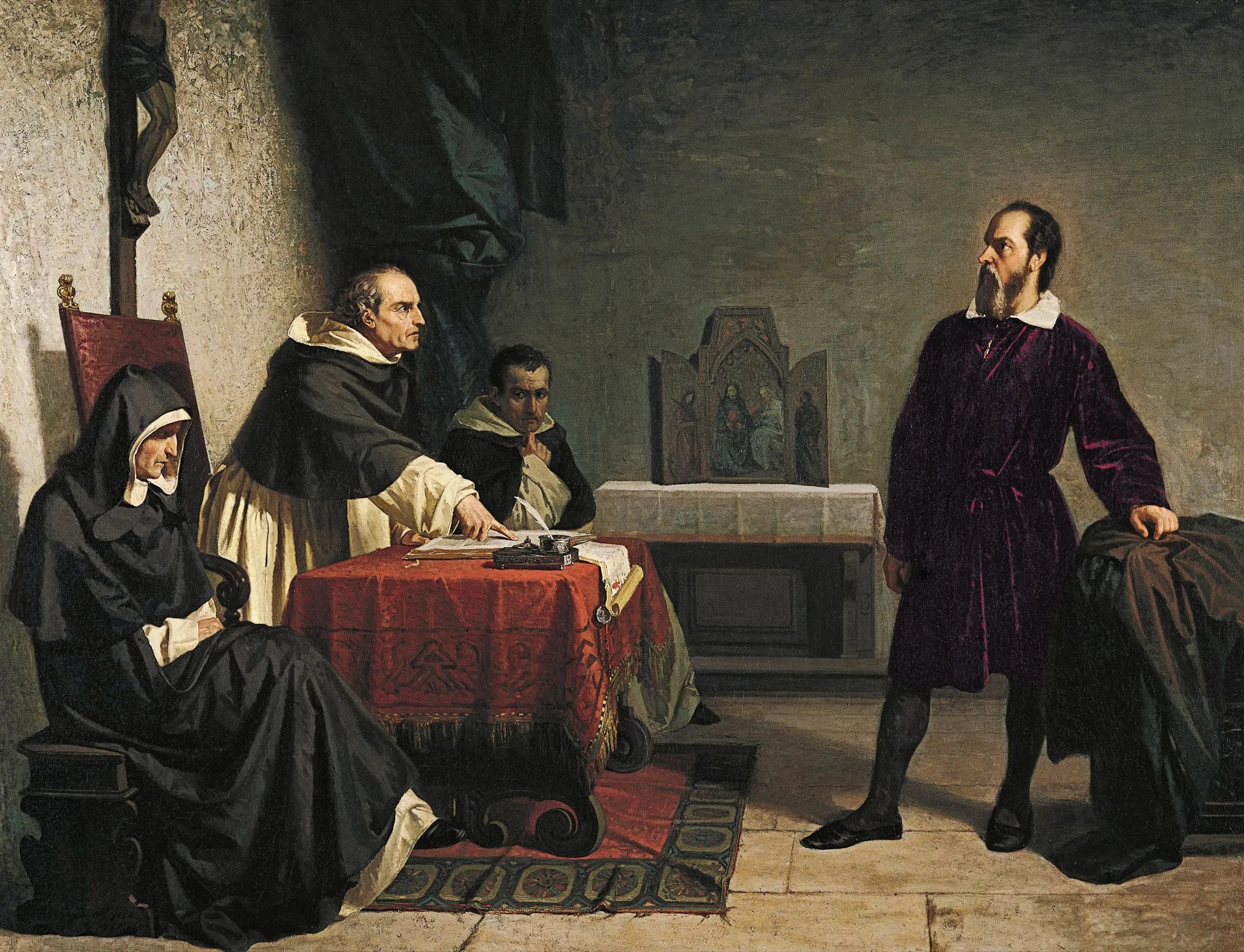
Galilée face à l'Inquisition romaine, par Cristiano Banti (1857).

Pour les articles homonymes, voir Inquisition (homonymie).
L'Inquisition romaine, officiellement la Congrégation Sacrée de l'Inquisition romaine et universelle, est un organe de la curie romaine créé en 1542 par le pape Paul III par la bulle pontificale Licet ab initio, afin de lutter contre les hérésies et en particulier le protestantisme. C'est un système de tribunaux développé par le Saint-Siège de l'Église catholique romaine, au cours de la seconde moitié du XVIe siècle, chargé de poursuivre les individus accusés d'un large éventail de crimes liés à la doctrine religieuse ou à une doctrine religieuse alternative ou à des croyances religieuses alternatives. Dans la période qui a suivi l'Inquisition médiévale, il s'agit de l'une des trois manifestations différentes de l'Inquisition catholique au sens large, avec l'Inquisition espagnole et l'Inquisition portugaise.
Contrairement à celles-ci, cette congrégation permanente de six cardinaux et autres prélats n'est pas sous contrôle épiscopal et son champ d'action s'étend à l'ensemble de l'Église catholique.

## Histoire
La Congrégation Sacrée de l'Inquisition romaine et universelle est créée en 1542 par le pape Paul III par la bulle pontificale Licet ab initio.
Elle est très différente de l'Inquisition médiévale en ce sens qu'il s'agit d'une congrégation permanente de six cardinaux et autres prélats qui n'est pas sous contrôle épiscopal. Son champ d'action s'étend à l'ensemble de l'Église catholique. Sa tâche principale consiste à démanteler et à attaquer les organisations, les écoles de pensée et les positions religieuses qui portent atteinte à l'intégrité de la foi catholique, ainsi qu'à examiner et à proscrire les livres jugés offensants pour l'orthodoxie.
En 1550, le pape Jules III étend la juridiction du tribunal aux ordres religieux d'Italie, empêchant toute ingérence du pouvoir politique dans les processus confiés à ce dicastère.
Au début, l'activité de l'Inquisition romaine se limite à l'Italie et à la persécution des réformés, mais lorsque Gian Pietro Caraffa fut élu pape — il prend le nom de Paul IV — en 1555, il commence à persécuter de nombreux suspects de diverses formes d'hétérodoxie : sodomie, prostitution, détournement de mineur, simonie, ordination de mineurs, etc.. Les membres de la hiérarchie ecclésiastique, tels que le cardinal anglais Reginald Pole, n'échappent pas aux poursuites. En effet, par définition, cette congrégation peut enquêter sur n'importe quel catholique, quelle que soit sa place dans la hiérarchie ecclésiastique, et peut faire appel au soutien des autorités politiques pour faire appliquer les sentences ou retrouver les fugitifs. En 1557, ce même pape porte à 15 le nombre de cardinaux de l'Inquisition.
En 1560, cependant, le pape Pie IV réduit les compétences du tribunal afin qu'il s'occupe à nouveau particulièrement des questions de doctrine et de foi. Par diverses décisions, il augmente le pouvoir du tribunal en confirmant sa compétence universelle, tout en limitant la proclamation de la sentence contre les hauts prélats, le pape devenant le seul à pouvoir la prononcer. Il réduit également le nombre de cardinaux à 9. En 1564, il autorise les membres de cette congrégation à lire et à conserver les livres considérés comme hérétiques ou condamnés comme tels. Sous le pontificat du pape Sixte V, elle change de nom et devient Congregatio sanctae Inquisitionis haereticae pravitatis, centralisant ainsi à Rome toutes les formes de pouvoir inquisitorial qui avaient été accordées aux monarchies.
En 1600, l'intellectuel dominicain Giordano Bruno a été jugé, condamné et exécuté. En 1633, Galilée est jugé et condamné.
En 1965, le pape Paul VI réorganise le Saint-Office, le rebaptisant Congrégation pour la doctrine de la foi.